# Кубок шотландской лиги 2011/2012
Кубок шотландской лиги 2011/12 — 66-й розыгрыш Кубка шотландской лиги по футболу. Соревнование началось 30 июля 2011 года и закончилось 18 марта 2012 года. Обладателями трофея стали футболисты клуба «Килмарнок», которые переиграли в финальном поединке своих оппонентов из «Селтика» с минимальном счётом 1:0. Розыгрыш Кубка шотландской лиги спонсировался Правительством Шотландии.

## Формат
Соревнование проводится среди 42 клубов шотландских Премьер-лиги и Футбольной лиги. В отличие от Кубка Шотландии в розыгрыше Кубка Лиги отсутствуют переигровки — если основное и дополнительное время поединка заканчивается с ничейным счётом, то победителя выявляют в серии послематчевых пенальти.
Команды, занявшие в предыдущем чемпионате Шотландии места с первого по шестое, стартуют в розыгрыше с третьего раунда. Занявшие места с седьмого по десятое — со второго раунда.
Остальные 32 команды участвуют с первого этапа розыгрыша. Пары соперников определяются путём «слепой» жеребьёвки без распределения по корзинам и сеяния клубов. Коллективы, победившие в первом раунде, на следующей стадии турнира играют между собой. С третьего этапа, пары вновь определяются «слепой» жеребьёвкой.
Полуфинальные встречи традиционно проводятся на стадионе «Хэмпден Парк», но в некоторых случаях могут быть сыграны на любом другом нейтральном поле по договорённости команд и Шотландской футбольной ассоциации.
Финальный матч также играется на «Хэмпден Парке».
| Раунд          | Участники |
| -------------- | --- |
| Первый раунд   | 30 команд, представляющих Шотландскую Футбольную лигу + «Данфермлин Атлетик», завоевавший путёвку в Премьер-лигу по итогам сезона 2010/11 |
| Второй раунд   | 15 команд, победивших в Первом раунде + 6 клубов Премьер-лиги, занявших в предыдущем сезоне места с 6-го по 11-е («Мотеруэлл», «Инвернесс Каледониан Тисл», «Сент-Джонстон», «Абердин», «Хиберниан», «Сент-Миррен») + один клуб, покинувший высший дивизион страны по итогам прошедшего сезона («Гамильтон Академикал») |
| Третий раунд   | 11 команд, победивших в Втором раунде + 4 клуба Премьер-лиги, участвующих в розыгрышах еврокубков («Рейнджерс», «Селтик», «Харт оф Мидлотиан», «Данди Юнайтед») + «Килмарнок», занявший по итогам сезона 2010/11 5-е место                                                                                              |
| Четвертьфиналы | 8 команд, победивших в Третьем раунде |
| Полуфиналы     | 4 команды, победившие в четвертьфиналах |
| Финал          | 2 команды, победившие в полуфиналах |

## Календарь
| Раунд          | Дата первого матча | Матчи | Клубы   |
| -------------- | ------------------ | ----- | ------- |
| Первый раунд   | 30 июля 2011       | 15    | 42 → 27 |
| Второй раунд   | 23 августа 2011    | 11    | 27 → 16 |
| Третий раунд   | 20 сентября 2011   | 8     | 16 → 8  |
| Четвертьфиналы | 25 октября 2011    | 4     | 8 → 4   |
| Полуфиналы     | 28 января 2012     | 2     | 4 → 2   |
| Финал          | 18 марта 2012      | 1     | 2 → 1   |

## Первый раунд
Жеребьёвка Первого раунда турнира была проведена 2 июня 2011 года в региональном комплексе спорта и отдыха «Рейвенскрейг» (англ. Ravenscraig) города Мотеруэлл.
| Куин оф зе Саут            | 2:1      | Странраер    |
| -------------------------- | -------- | ------------ |
| Кармайкл 19′ · Брайтон 78′ | Протокол | Галлахер 15′ |

| Эннан Атлетик | 1:2      | Данфермлин Атлетик       |
| ------------- | -------- | ------------------------ |
| Кокс 21′      | Протокол | Барроуман 18′ · Кирк 51′ |

| Партик Тисл | 1:3      | Бервик Рейнджерс                       |
| ----------- | -------- | -------------------------------------- |
| Кейрни 28′  | Протокол | Грей 33′ · Нобл 73′ · Карри 79′ (пен.) |

| Дамбартон | 0:4      | Данди                                             |
| --------- | -------- | ------------------------------------------------- |
|           | Протокол | Майлн 48′ 73′ · Маккласки 67′ · Локвуд 84′ (пен.) |

| Брихин Сити              | 2:4 (д.в.) | Клайд                                                                 |
| ------------------------ | ---------- | --------------------------------------------------------------------- |
| Маккенна 26′ · Кинг 114′ | Протокол   | Маклохлан 20′ (авт.) · Суини 97′ (пен.) · Арчдикон 105+1′ · Грей 119′ |

| Монтроз    | 1:4      | Рэйт Роверс                                        |
| ---------- | -------- | -------------------------------------------------- |
| Уинтер 20′ | Протокол | Уильямсон 31′ · Уокер 52′ · Бейрд 54′ · Томсон 77′ |

| Ливингстон                                                          | 6:0      | Арброт |
| ------------------------------------------------------------------- | -------- | ------ |
| Булдинг 2′ · Расселл 7′ 23′ · Якобс 33′ · Талбот 66′ · Макналти 72′ | Протокол |        |

| Альбион Роверс                 | 2:4      | Фалкирк                                           |
| ------------------------------ | -------- | ------------------------------------------------- |
| Чаплин 33′ (пен.) · Бойл 90+2′ | Протокол | Аль-Алагуй 15′ 67′ · Фултон 50′ · Хиггинботам 69′ |

| Форфар Атлетик              | 2:0      | Питерхед |
| --------------------------- | -------- | -------- |
| Кроуфорд 43′ · Темплман 61′ | Протокол |          |

| Аллоа Атлетик | 0:3      | Гринок Мортон                                 |
| ------------- | -------- | --------------------------------------------- |
|               | Протокол | Ди Джакомо 29′ · Джексон 67′ · Уитерсон 90+2′ |

| Кауденбит      | 2:2 (3:4, по пен.) | Стенхаусмюир         |
| -------------- | ------------------ | -------------------- |
| Рамсей 28′ 40′ | Протокол           | Лайл 4′ · Пейтон 53′ |

| Эйрдри Юнайтед                                              | 5:0      | Стерлинг Альбион |
| ----------------------------------------------------------- | -------- | ---------------- |
| Девлин 32′ (пен.) · Доннелли 35′ 81′ · Оуэнс 78′ · Бейн 88′ | Протокол |                  |

| Ист Файф                | 2:1      | Элгин Сити  |
| ----------------------- | -------- | ----------- |
| Оглеби 60′ · Уоллес 72′ | Протокол | Кэмерон 73′ |

| Ист Стерлингшир | 0:3      | Эйр Юнайтед                  |
| --------------- | -------- | ---------------------------- |
|                 | Протокол | Трутен 39′ · Робертс 45′ 52′ |

| Росс Каунти                | 2:1      | Куинз Парк |
| -------------------------- | -------- | ---------- |
| Макминамин 58′ · Флинн 75′ | Протокол | Дейли 5′   |

Источники: BBC Sport, Soccerway

## Второй раунд
Жеребьевка Второго раунда Кубка шотландской лиги состоялась 2 августа 2011 года в футбольной академии «Хайленд» (англ. Highland Football Academy), расположенной в городе Дингуолл.
| Гринок Мортон                              | 3:4      | Сент-Миррен                                        |
| ------------------------------------------ | -------- | -------------------------------------------------- |
| Тайдсер 18′ · Макдональд 27′ · Джексон 79′ | Протокол | Тил 8′ · Томпсон 55′ 66′ · Хассельбайнк 60′ (пен.) |

| Хиберниан                                            | 5:0      | Бервик Рейнджерс |
| ---------------------------------------------------- | -------- | ---------------- |
| Скотт 11′ 57′ · Содже 38′ · О’Коннор 51′ · Спрул 87′ | Протокол |                  |

| Ист Файф             | 2:1      | Данфермлин Атлетик |
| -------------------- | -------- | ------------------ |
| Линн 4′ · Долзил 53′ | Протокол | Бьюкен 12′         |

| Эйрдри Юнайтед           | 2:0      | Рэйт Роверс |
| ------------------------ | -------- | ----------- |
| Холмс 27′ · Доннелли 41′ | Протокол |             |

| Куин оф зе Саут                        | 3:0      | Форфар Атлетик |
| -------------------------------------- | -------- | -------------- |
| Брайтон 29′ · Джонстон 57′ · Кларк 60′ | Протокол |                |

| Гамильтон Академикал | 1:2      | Росс Каунти            |
| -------------------- | -------- | ---------------------- |
| Чамберс 2′ (пен.)    | Протокол | Гардин 65′ · Крейг 82′ |

| Абердин   | 1:0      | Данди |
| --------- | -------- | ----- |
| Макки 17′ | Протокол |       |

| Фалкирк                                               | 3:1      | Стенхаусмюир |
| ----------------------------------------------------- | -------- | ------------ |
| Фергюсон 47′ (авт.) · Сиббальд 49′ · Аль-Алагуй 90+1′ | Протокол | Пейтон 25′   |

| Эйр Юнайтед | 1:0      | Инвернесс Каледониан Тисл |
| ----------- | -------- | ------------------------- |
| Малоун 60′  | Протокол |                           |

| Сент-Джонстон              | 3:0      | Ливингстон |
| -------------------------- | -------- | ---------- |
| Райт 13′ · Сандаса 18′ 25′ | Протокол |            |

| Клайд | 0:4      | Мотеруэлл                                       |
| ----- | -------- | ----------------------------------------------- |
|       | Протокол | Хигдон 17′ · Лоу 41′ · Хейтли 51′ · Лоулесс 85′ |

Источники: BBC Sport, Soccerway

## Третий раунд
Жеребьёвка третьего раунда розыгрыша прошла 29 августа 2011 года.
| Сент-Джонстон | 0:2      | Сент-Миррен                   |
| ------------- | -------- | ----------------------------- |
|               | Протокол | Адамс 39′ (авт.) · Гудвин 41′ |

| Килмарнок                                          | 5:0      | Куин оф зе Саут |
| -------------------------------------------------- | -------- | --------------- |
| Харкинс 2′ · Хеффернан 41′ 59′ 70′ · Хатчинсон 74′ | Протокол |                 |

| Мотеруэлл              | 2:2 (д.в.) (6:7, по пен.) | Хиберниан        |
| ---------------------- | ------------------------- | ---------------- |
| Лесли 30′ · Хигдон 40′ | Протокол                  | О’Коннор 19′ 87′ |

| Абердин                                | 3:3 (д.в.) (3:4, по пен.) | Ист Файф                          |
| -------------------------------------- | ------------------------- | --------------------------------- |
| Макардл 40′ · Макки 47′ · Фаллон 90+2′ | Протокол                  | Уоллес 31′ · Парк 54′ · Слоан 57′ |

| Эйрдри Юнайтед | 0:2      | Данди Юнайтед       |
| -------------- | -------- | ------------------- |
|                | Протокол | Доу 11′ · Дейли 76′ |

| Росс Каунти | 0:2      | Селтик                      |
| ----------- | -------- | --------------------------- |
|             | Протокол | Хупер 13′ · Бойд 52′ (авт.) |

| Эйр Юнайтед | 1:1 (д.в.) (4:1, по пен.) | Харт оф Мидлотиан |
| ----------- | ------------------------- | ----------------- |
| Уордлоу 63′ | Протокол                  | Робинсон 49′      |

| Фалкирк                           | 3:2      | Рейнджерс             |
| --------------------------------- | -------- | --------------------- |
| Аль-Алагуй 58′ 73′ · Миллар 90+3′ | Протокол | Гоян 82′ · Елавич 86′ |

Источники: BBC Sport, Soccerway

## Четвертьфиналы
Жеребьёвка четвертьфинальных игр состоялась 22 сентября 2011 года.
| Сент-Миррен | 0:1      | Эйр Юнайтед |
| ----------- | -------- | ----------- |
|             | Протокол | Смит 81′    |

| Данди Юнайтед           | 2:2 (4:5, по пен.) | Фалкирк                    |
| ----------------------- | ------------------ | -------------------------- |
| Расселл 73′ · Дейли 96′ | Протокол           | Аль-Алагуй 70′ · Грэм 118′ |

| Серия пенальти:                           |     |                                                        |
| Расселл · Дейли · Флад · Дуглас · Ганнинг | 4:5 | Фултон · Аль-Алагуй · Уитерстон · Хиггинботам · Мёрдок |

| Килмарнок                 | 2:0      | Ист Файф |
| ------------------------- | -------- | -------- |
| Сиссоко 73′ · Харкинс 81′ | Протокол |          |

| Хиберниан             | 1:4      | Селтик                                    |
| --------------------- | -------- | ----------------------------------------- |
| Майсторович 4′ (авт.) | Протокол | Форрест 47′, 59′ · Стоукс 65′ · Хупер 69′ |

Источники: BBC Sport, Soccerway

## Полуфиналы
Жеребьёвка полуфинальных игр прошла 1 ноября 2011 года на стадионе «Хэмпден Парк» в Глазго.
| Эйр Юнайтед | 0:1 (д.в.) | Килмарнок |
| ----------- | ---------- | --------- |
|             | Протокол   | Бюйс 109′ |

| Фалкирк    | 1:3      | Селтик                             |
| ---------- | -------- | ---------------------------------- |
| Фултон 40′ | Протокол | Браун 26′ (пен.) · Стоукс 56′, 86′ |

Источник: BBC Sport, Soccerway

## Финал
| Селтик | 0:1      | Килмарнок       |
| ------ | -------- | --------------- |
|        | Протокол | ван Торнхут 84′ |

Источник: BBC Sport, Soccerway